# Zanggen
Der Zanggen (auch Zanggenberg; italienisch Pala di Santa) ist ein Berg in den Fleimstaler Alpen. Seine Höhe wird mit 2492 m angegeben, anderen Messungen zufolge aber auch mit 2488 m oder 2493 m.

## Lage und Umgebung
Der Zanggen befindet sich in den Fleimstaler Alpen zwischen dem im Norden endenden Eggental sowie dem Val di Gambis im Westen und dem Val di Stava im Südosten, die beide ins Fleimstal bei Cavalese münden. Den Übergang zwischen Eggental und Val di Gambis stellt das Lavazèjoch (auch Zanggenjoch) dar, das den Zanggen westwärts von den markanten Zwillingsgipfeln Weißhorn und Schwarzhorn samt dem dazwischenliegenden Jochgrimm sowie vom Regglberg trennt. Das Reiterjoch im Nordosten, Teil des Skigebiets Ski Center Latemar, verbindet Eggental und Val di Stava und grenzt den Zanggen zum Latemar in den Dolomiten hin ab.
Administrativ liegt der Berg im Trentino (Italien), knapp südlich der Grenze zu Südtirol. Über den Gipfel verläuft die Gemeindegrenze zwischen Ville di Fiemme und Tesero.

## Alpinismus
Der aus Quarzporphyr aufgebaute Zanggen verfügt über nach Norden und Süden steil abbrechende Flanken, ist jedoch über seine dreiecksförmige, nach Nordosten flach abfallende Abdachung und über seinen Südwestgrat leicht besteigbar. Die im Nordosten am Reiterjoch startende Route führt auf einem sanft ansteigenden Weg – zu Beginn durch Zirbenbestand – zum Gipfel. Etwas steiler ist der im Westen am Lavazèjoch beginnende Anstieg. Dieser führt zunächst Richtung Süden auf einen kleinen Sattel, der den Zanggen vom vorgelagerten Prestavel trennt, und dann weiter über den Südwestgrat zum Gipfel.

## Etymologie
Der bereits in einer Tiroler landesfürstlichen Waldbeschreibung von 1558 als „Zannggn Fleimser confin“ und um 1600 in Marx Sittich von Wolkensteins Tiroler Landesbeschreibung als „Zaunggen“ erwähnte Name ist wohl mit dem Wort zanggen mit der Bedeutung zerren, schleppen, hart arbeiten in Verbindung zu bringen. Dieser Theorie zufolge könnte der Zanggen seinen Namen der mühsamen Arbeit des Mähens der Bergwiesen verdanken.